# William Engvick
William Engvick, né le 1er juillet 1914 et mort le 4 septembre 2012, est un parolier américain. Beaucoup de ses chansons sont créées en collaboration avec Alec Wilder.
Il a également réalisé un bon nombre de chansons en anglais à partir de chansons originellement francophones, comme The Song from Moulin Rouge (en) (musique de Georges Auric et paroles de Jacques Larue) pour le film Moulin Rouge de John Huston.
Il a aussi écrit les paroles anglaises de la chanson française Donnez-moi tout ça (musique d'Henri Betti et paroles d'André Hornez).